# Niwenburch
Niwenburch ist die Bezeichnung für einen Ort, der in mittelalterlichen Quellen erwähnt wird. Es ist in der heutigen Forschung umstritten, um welche Stadt es sich bei Niwenburch überhaupt handelt. Etymologisch werden Neuenburg oder Nienburg favorisiert.
Allgemein gilt der Ort aber als nicht befriedigend identifiziert. Insofern ist es auch schwer konkrete Angaben über den Ort selbst zu machen.
Dennoch findet man den Niwenburch in historisch bedeutsamen Quellen: So wurde dort Konrad III. von Staufen am 18. Dezember 1127 von seinem Bruder, Herzog Friedrich von Schwaben, und fränkischen und schwäbischen Anhängern gegen Lothar III. von Süpplingenburg zum König erhoben.